# ウェストレイクビレッジ (カリフォルニア州)
ウェストレイクビレッジ（英: Westlake Village）は、アメリカ合衆国カリフォルニア州のロサンゼルス郡とベンチュラ郡に跨る計画都市である。人口は8,029人（2020年）。

## 概要
市域の東部が法人化されたウェストレイクビレッジ市であり、ロサンゼルス郡の西端に位置している。コネホ・バレーと呼ばれる地域に入っており、ウェストレイク湖を囲む地域の半分と、主にアメリカ国道101号線より南と、ラ・ベンタ・ドライブより東の地区に広がっている。市内にドール・フード・カンパニーの本社がある。裕福なことと辺鄙な場所にあることで知られ、ロサンゼルス大都市圏では理想的な町と考えられている。
ウェストレイクビレッジの西部はベンチュラ郡のサウザンドオークス市域に入る町（地区）である。この部分の土地と事業は実際にはベンチュラ郡の記録官事務所で「ウェストレイクビレッジ」として記録されており、アメリカ合衆国郵便公社は両市に郵便番号91361と91362の両方をわりあてている。住人の大半はこの町がロサンゼルス郡の法人化市域に入っていないことを認識しているが、郡境の両側にある湖を取り巻く領域全体が入っていることは認識している。
当初の町は単純にウェストレイクと呼ばれていた。1968年と1972年の2度、その3分の2がサウザンドオークス市に併合された。1981年、残りの3分の1がウェストレイクビレッジ市として法人化された。

## 歴史
約3,000年前、チュマシュ族インディアンがこの地域に入って来て、ウサギなど動物を狩り、穀物やドングリを集めて暮らした。地域で現在発掘されている考古学史跡や、多色岩絵は古代チュマシュ族の世界の社会や経済の複雑さを垣間見させてくれる。1770年、ガスパル・デ・ポルトラ大尉がスペインの探検家と伝道師の隊を引き連れ、後にエル・カミノ・レアルと呼ばれることになる道を北に進んできた。この隊は、ウェストレイクビレッジの場所にあったと考えられるチュマシュ族の村近くで宿営した。この遠征隊の従軍牧師で日記作者だったフアン・クレスピ神父が「我々はかなりの広さでしかも美しい平原にいる。全てライブオークやオークの木の森があり、多くの草原や水流がある。」と記した。
スペイン人がこの地域に定着したとき、広大な土地を払下げられており、その最大のものはピコ家に与えられたランチョ・シミだった。メキシコが1821年にスペインから独立したとき。カリフォルニアはメキシコ領となり、さらに幾つかの場所が払下げられた。カリフォルニアが1850年にアメリカ合衆国に加盟したとき、後にベンチュラ郡となった土地の大半は僅か19の家族に分けられた。後のウェストレイクビレッジは、小山、小峡谷、深い峡谷および古代オークの間にあり、2つのメキシコ払下げ地の中央部にあると認識された。すなわちランチョ・エル・コネホとランチョ・ラス・ビルジェネスだった。1881年、ラッセル兄弟が牛の放牧のためにその大きな部分を購入した。歴史家でラッセッル家の子孫であるパトリシア・アレンに拠れば、アンドリュー・ラッセルが、6,000エーカー (24 km²) の土地を四輪荷馬車を使い15分間で横切るレースによって土地を買う競争に勝利し、20ドル金貨で契約した。1エーカー当たりの単価は2.50ドルだった。この地域はラッセル牧場と呼ばれるようになったが、1925年にウィリアム・ランドル・ハーストに、さらに1943年にはフレッド・アルバートソンに売却された。ラッセル家は土地を賃借して成功していた牛の放牧を続けたが、アルバートソンの会社が映画撮影用牧場として広大な土地を使った。多くの映画やテレビ番組がここで撮影されており、その中には『ロビン・フッド』、『キング・ラット』、『ラレド』、『ターザン』のシリーズ、『バック・ロジャーズ』、『ガンスモーク』、『ボナンザ』などがあった。

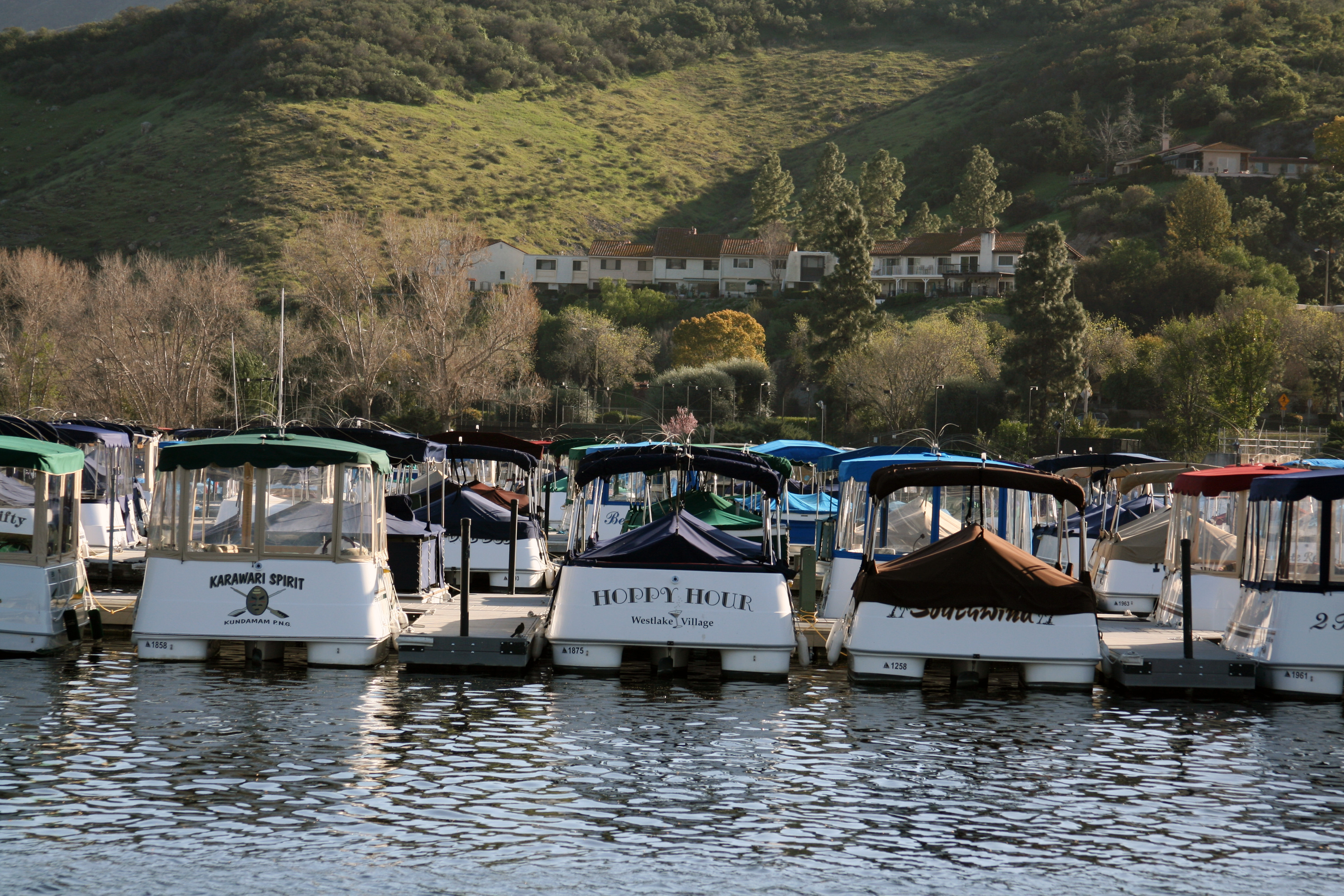
ウェストレイク湖

1963年、アメリカン・ハワイアン蒸気船会社が3,200万ドルで12,000エーカー (49 km²) の牧場を購入し、プルデンシャル・ファイナンシャル保険会社との共同で、「田園の中の都市」のマスタープラン策定を発注した。著名な建築家、技術者、土地開発計画課が新しい町の設計に参画し、1960年代スタイル計画郊外地の著名な例となった。
当初の領域はロサンゼルス郡とベンチュラ郡の郡境で分けられていた。1968年と1972年、ベンチュラ郡側にある8,544エーカー (35 km²) の部分がサウザンドオークス市に併合された。1981年ロサンゼルス郡側の部分、当初の約3分の1の3,456エーカー (13.99 km²) がウェストレイクビレッジ市として法人化された。カリフォルニア州法では、1つの都市が2つの郡に跨ることを禁じており、ベンチュラ郡の部分はサウザンドオークスの一部になったままである。今日までベンチュラ郡側住人の多くは実際にサウザンドオークス市域に入っていると認識していない。

## 地理
ウェストレイクビレッジの大半はオープンスペースで囲まれており、ハイキング道や馬の道、さらに広大なサンタモニカ山地国定レクリエーション地域がある。マリブの丘陵部と境を接しており、太平洋からは14キロメートル内陸にある。海岸の風が渓谷を通って来るので、近くのサンフェルナンド・バレーよりも夏で5 ℃くらい涼しく、スモッグも少ない。
ベンチュラ・フリーウェイを介してロサンゼルス市へのベッドタウンとしての役割に加え、多くの大型商業事務所や会社の本社がある。例えばドール・フード・カンパニー、プレザント・ホリデイズ、K－スイス、バリュークリック、JDパワー・アンド・アソシエイツ、ジャフラ・コスメティックスがある。ビール製造のアンハイザー・ブッシュの西部地域事務所もある。ベンチュラ・フリーウェイがロサンゼルス市やベンチュラへの幹線道であるが、他にパシフィックコースト・ハイウェイ（カリフォルニア州道1号線）やロナルド・レーガン・フリーウェイ（州道118号線）も近くを走っている。サウザンドオークス市にあるショッピングモールへは車で直ぐの距離にある。
大型の小集落の多くと同様に、ゴルフコースやカントリークラブもある。国道101号線に近いウェストレイク・ゴルフコースは緑に覆われているが、やや騒音がある。よりひっそりした所は西のシャーウッド・カントリークラブと北のノースランチ・カントリークラブである。
当初のウェストレイク開発地の半分以上は郡境を越えてサウザンドオークス市域内にある。ウェストレイクビレッジ市とを分ける境界線はウェストレイク・ゴルフコースを横切り、レイクビュー・キャニオンとリンデロ・キャニオンの中間、さらにウェストレイク湖を半分に分けている。レイクシャーウッドの町はウェストレイクビレッジの中にはなく、サウザンドオークス側に入っている。
ウェストレイクビレッジ市は北緯34度8分31秒 西経118度49分10秒 / 北緯34.14194度 西経118.81944度 (34.141973, −118.819514) に位置している。アメリカ合衆国国勢調査局に拠れば、市域全面積は5.5平方マイル (14.3 km2)であり、このうち陸地は5.2平方マイル (13.4 km2)、水域は0.3平方マイル (0.8 km2)、水域率は5.80％である。コネホ・バレーのロサンゼルス市中心街からは西に約40マイル (64 km) にある。そのた周辺の町としては、サウザンドオークス、オークパーク、アゴウラヒルズ、カラバサス、ニューベリーパーク、およびマリブがある。

## 人口動態
以下は2010年の国勢調査による人口統計データである。
| 基礎データ - 人口: 8,270人 - 世帯数: 3,262 世帯 - 家族数: 2,396 家族 - 人口密度: 580.1人/km2（1,502.4人/mi2） - 住居数: 3,384 軒 - 住居密度: 237.4軒/km2（614.7 軒/mi2） - 持ち家: 84.2% - 借家: 15.8% - 持ち家空き家率: 1.0% - 貸し室空室率: 4.4% 人種別人口構成 - 白人: 88.6%（非ヒスパニック: 27.8%） - アフリカン・アメリカン: 1.2% - ネイティブ・アメリカン: 0.1% - アジア人: 5.9% - 太平洋諸島系: 0.2% - その他の人種: 1.4% - 混血: 2.6% - ヒスパニック・ラテン系: 6.4% | 年齢別人口構成 - 18歳未満: 21.0% - 18-24歳: 5.8% - 25-44歳: 16.7% - 45-64歳: 35.3% - 65歳以上: 21.2% - 年齢の中央値: 49歳 - 性比（女性100人あたり男性の人口） - 総人口: 94.8 - 18歳以上: 91.2 世帯と家族（対世帯数） - 18歳未満の子供がいる: 29.8% - 結婚・同居している夫婦: 60.9% - 未婚・離婚・死別女性が世帯主: 9.0% - 単身世帯: 21.8% - 65歳以上の老人1人暮らし: 11.5% - 平均構成人数 - 世帯: 2.50人 - 家族: 2.92人 |

以下は2000年の国勢調査による人口統計データである。
| 基礎データ - 人口: 8,469人 - 世帯数: 3,270 世帯 - 家族数: 2,491 家族 - 人口密度: 620.1人/km2（1,605.9 人/mi2） - 住居数: 3,347 軒 - 住居密度: 248.0軒/km2（642.3 軒/mi2） 人種別人口構成 - 白人: 89.70% - アフリカン・アメリカン: 0.82% - ネイティブ・アメリカン: 0.13% - アジア人: 6.08% - 太平洋諸島系: 0.07% - その他の人種: 1.02% - 混血: 2.17% - ヒスパニック・ラテン系: 4.61% ロシア系、ユダヤ系が多い。 | 年齢別人口構成 - 18歳未満: 23.8% - 18-24歳: 3.9% - 25-44歳: 23.1% - 45-64歳: 31.9% - 65歳以上: 17.3% - 年齢の中央値: 45歳 - 性比（女性100人あたり男性の人口） - 総人口: 92.7 - 18歳以上: 89.7 世帯と家族（対世帯数） - 18歳未満の子供がいる: 32.3% - 結婚・同居している夫婦: 65.8% - 未婚・離婚・死別女性が世帯主: 8.0% - 非家族世帯: 23.8% - 単身世帯: 19.3% - 65歳以上の老人1人暮らし: 7.9% - 平均構成人数 - 世帯: 2.56人 - 家族: 2.93人 | 収入と家計（2007年データ） - 収入の中央値 - 世帯: 120,089米ドル - 家族: 148,885米ドル - 人口1人あたり収入: 137,355米ドル - 貧困線以下 - 対人口: 2.5% - 対家族数: 2.5% - 18歳未満: 1.6% - 65歳以上: 2.8% |

## 政治
カリフォルニア州議会上院では第23選挙区に、下院では第41選挙区に属し、いずれも民主党議員を選出している。アメリカ合衆国下院議員ではカリフォルニア州第26選挙区に属し、クック投票動向指数は民主党+2であり、民主党議員を選出している。
2009年5月時点で、有権者の33%が民主党に、44%が共和党に登録している。19%が無党派である。
ロサンゼルス郡保安官部がカラバサスのマリブ/ロストヒルズ署に駐在し、ウェストレイクビレッジ地域も担当している。

## 経済
ドール・フード・カンパニーが市内に本社を置いている。1994年、ドールはベンチュラ・フリーウェイの北に会社が所有する広さ30エーカー (0.12 km²) の敷地に世界本社を建設する計画を最終化するつもりだと公表した。この計画は、地下水汚染試験や用地計画の見直しのために遅れていた。1994年2月9日、ドールはウェストレイクビレッジ市市政委員会の承認を得るためにその計画を提出すると予定していた。
K－スイス、ギター・センター、バリュークリック、レイランド・ホームズも市内に本社を構えている。

### 主要雇用主
ウィッティア市の2009年包括的財務報告書に拠れば、市内の主要雇用主は次の通りである。
| 順位 | 雇用主                                   | 従業員数 |
| ---- | ---------------------------------------- | -------- |
| 1    | バンク・オブ・アメリカ住宅ローン         | 630      |
| 2    | ムーブ                                   | 450      |
| 3    | ドール・フード・カンパニー               | 300      |
| 4    | ファーマーズ・インシュアランス・グループ | 300      |
| 5    | コストコ                                 | 300      |
| 6    | K－スイス                                | 275      |
| 7    | セキュリタス                             | 250      |
| 8    | ギター・センター                         | 230      |
| 9    | ウェストレイクビレッジ・イン             | 130      |

## 著名な出身者
- ジェームズ・カヴィーゼル、俳優[23]

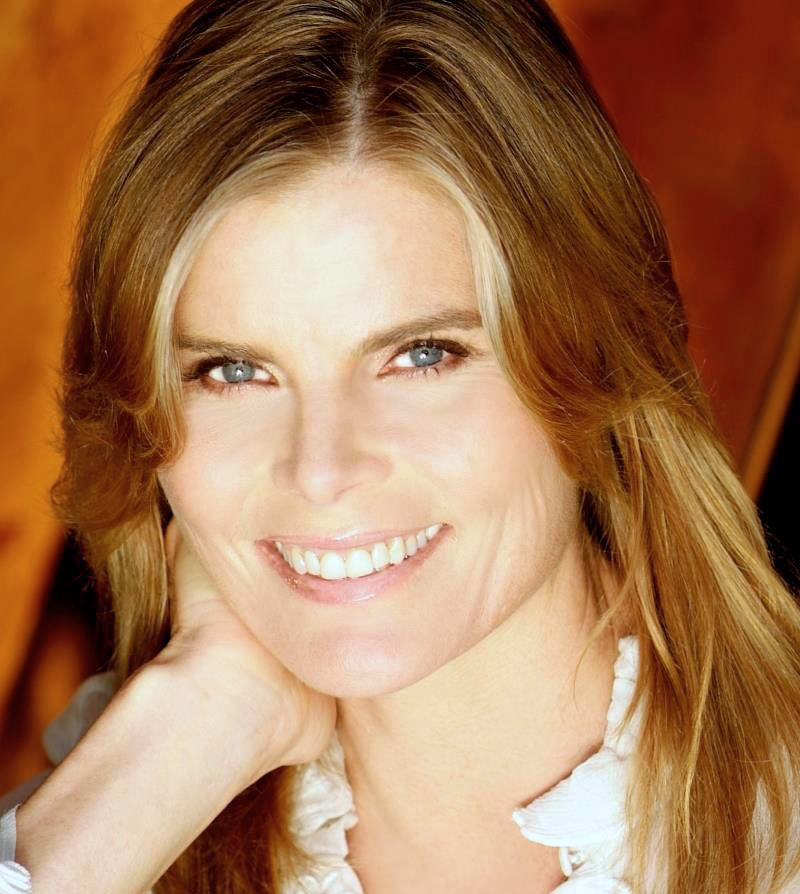
マリエル・ヘミングウェイ

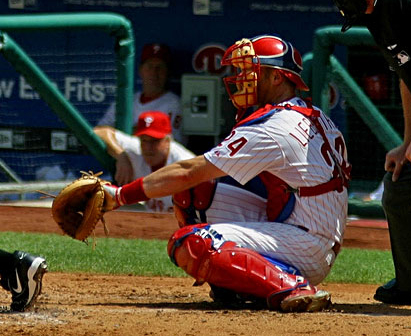
マイク・リーバーサル

- ジム・カミングス、声優、ウォルト・ディズニー・カンパニーやワーナー・ブラザースのアニメーション映画の声で知られる
- ダナ・デラニー、女優、声優
- レニー・ダイクストラ、メジャーリーグベースボール選手[24]
- ジェイミー・フォックス、コメディアン、歌手、俳優
- ウェイン・グレツキー、NHLアイスホッケー選手[25]
- オードリー・ハリソン、プロボクサー、2000年シドニーオリンピックでヘビー級金メダリスト[26]
- マリエル・ヘミングウェイ、女優[27]
- ハルク・ホーガン、プロレスラー[28]
- コビ・ジョーンズ、女子サッカー選手
- ヘイリー・キヨコ、日系アメリカ人俳優、歌手[29]
- マーティン・ローレンス、俳優[30]
- マイク・リーバーサル、メジャーリーグベースボール選手[31]
- ヘザー・ロックリア、女優[32]
- ジョー・モンタナ、NFLアメリカンフットボール選手[33]
- ジョン・ラッツェンバーガー、俳優、声優[34]
- ミッキー・ルーニー、俳優[35]
- バス・ルッテン、総合格闘家[36]
- マイク・ソーシア、メジャーリーグベースボール選手、監督[37]
- ジョージ・C・スコット、俳優[38]
- マーティン・シーン、俳優
- エドガー・ラミレス、俳優
- ニッキー・シックス、ミュージシャン
- ウィル・スミス、ラッパー、俳優[39]
- ケヴィン・ソルボ、俳優、映画監督
- ギレルモ・デル・トロ、映画監督[40]
- ジャック・ウィルソン、メジャーリーグベースボール選手